# Baby I Know
 (avril 2017).
Si vous disposez d'ouvrages ou d'articles de référence ou si vous connaissez des sites web de qualité traitant du thème abordé ici, merci de compléter l'article en donnant les références utiles à sa vérifiabilité et en les liant à la section « Notes et références ».
Albums de The Rubettes
Sign of the Times
(1976) Sometime in Old Church
(1978)
Singles
1. Under One Roof
Sortie : Août 1976
2. Allez Oop
Sortie : Septembre 1976
3. Baby I Know
Sortie : Janvier 1977
4. Ooh La La
Sortie : Mars 1977
5. Ladies of Laredo
Sortie : 1977

Baby I Know est le 5e album du groupe de musique  The Rubettes, sorti en avril 1977. Il a pour titre Baby I Know qui est un succès au Royaume Uni, la chanson est dans le style country rock. Conscients d'avoir écrit un de leurs meilleurs titres, le groupe et leur producteur veulent le meilleur soliste pour le chant. John, Tony, Alan essaient de placer leur voix sans succès jusqu'au moment où Tony, inspiré par Dolly Parton, fasse un deuxième essai qui s'avère convaincant. Pour la France, Summer Time Rock'n'roll est pressenti comme nouveau single mais ce sont les chansons Allez Oop et Ooh la la, qui ont la faveur de la maison de disque et du public. Ooh la la sortira également en single en Allemagne. Au Royaume Uni, les Rubettes choisissent Ladies of Laredo pour succéder à Baby I Know mais le titre, qui est également une chanson country rock , doit être raccourci pour passer en radio et perd de son charme. La version radio figure sur le triple CD Gold. Under One Roof, interprétée par John Richardson, qui aborde le thème de l'homophobie, a un succès limité au Royaume-Uni et en Allemagne mais permet au groupe d'obtenir leurs premières bonnes critiques dans la presse rock qui ne leur est d'ordinaire pas favorable. L'album est plus homogène que Sign of the Times, avec une majorité de titres rock'n'roll, il comprend néanmoins un morceau de blues I'm in Love with You, un style qu'affectionne Mick Clarke. La ballade I wanna be loved interprétée par Alan Williams est dominée par les synthéthiseurs, ce qui est rare chez les Rubettes. Le titre Rock'n'roll Lady est co-écrit par Pete Richardson, le frère de John Richardson.

## Liste des titres
| No  | Titre                                                                       | Durée |
| --- | --------------------------------------------------------------------------- | ----- |
| A1. | Summertime Rock'n'Roll (John Richardson, Alan Williams)                     | 3:04  |
| A2. | Baby I Know (John Richardson, Alan Williams)                                | 4:20  |
| A3. | I'm in Love With You (Mick Clarke)                                          | 4:28  |
| A4. | Ooh La La (John Richardson, Alan Williams)                                  | 3:37  |
| A5. | Ladies of Laredo (John Richardson, Alan Williams, Mick Clarke, Tony Thorpe) | 5:40  |

| No  | Titre                                             | Durée |
| --- | ------------------------------------------------- | ----- |
| B1. | Rock'n'Roll Lady (John Richardson, Alan Williams) | 2:58  |
| B2. | Allez Oop (John Richardson, Alan Williams)        | 3:10  |
| B3. | I Wanna Be Loved (John Richardson, Alan Williams) | 4:30  |
| B4. | Under One Roof (John Richardson, Alan Williams)   | 4:30  |
| B5. | Rock'n'Roll Queen (D Branch, Peter Richardson)    | 2:48  |

### Singles
- Août 1976 : Face A : Under One Roof - Face B : Sign Of The Times (Réf. : 2088 035)
- Septembre 1976 : Face A : Allez Oop - Face B : Rock'n'Roll Queen (Réf. : 2088 033)
- Janvier 1977 : Face A : Baby I Know - Face B : Dancing In The Rain (Réf. : 2088 048)
- Mars 1977 : Face A : Ooh La La - Face B : I Really Got To Know (Réf. : 2088 054)
- 1977 : Face A : Ladies of Laredo - Face B : I'm in Love With You (Réf. : 2088 060)

## Musiciens
- Alan Williams – Chant, guitares
- Mick Clarke – Chant, basse, harmonica
- John Richardson – Chant, batterie, percussions
- Tony Thorpe – Chant, guitares, claviers

## Production
- Production : Alan Blakley, The Rubettes
- Studio d'Enregistrement – DJM Studios
- Arrangements, direction des cordes : Brian Rogers
- Ingénierie : Mark Wallis
- Artwork : Bob Reed
- Design : Bill Smith
- Photographie : Paul Canty